# Гоголівська сільська рада (Шишацький район)
Гоголівська сільська рада — колишній орган місцевого самоврядування у Шишацькому районі Полтавської області з центром у селі Гоголеве.

## Населені пункти
Сільраді були підпорядковані населені пункти:
c. Гоголеве
с. Воронянщина
с. Маликівщина
с. Шарлаївка
с. Шафранівка